# HMS Audacity
HMS Audacity (D10) – pierwszy lotniskowiec eskortowy, powstał po przebudowaniu zdobycznego niemieckiego drobnicowca MV „Hannover” (wodowanie w 1939), zdobytego w 1940 roku podczas próby przebicia się przez brytyjską blokadę.
Nazwę statku, który wszedł do służby w listopadzie 1940 roku, zmieniono na „Sindbad”, a następnie na „Empire Audacity”. W styczniu 1941 jednostka została przekazana do stoczni Blyth Shipbuilding Ltd, gdzie została przebudowana na pierwszy okręt nowej klasy „lotniskowiec eskortowy” i weszła do służby 20 czerwca 1941. 30 lipca nazwano ją HMS „Audacity”.
Na lotniskowcu zaokrętowano sześć myśliwców Grumman F4F Wildcat z 802 Dywizjonu Fleet Air Arm, ponieważ „Audacity” został skierowany do osłony konwojów na Morzu Śródziemnym, gdzie główne zagrożenie stanowiły ataki niemieckich samolotów patrolowo-bombowych dalekiego zasięgu Focke-Wulf „Condor”. W późniejszym okresie zazwyczaj używano samolotów myśliwsko-bombowych celem zwalczania okrętów podwodnych.
„Audacity” odbył pierwszy rejs w osłonie konwoju we wrześniu 1941. Jeden z samolotów startujących z lotniskowca zestrzelił atakującego konwój „Kondora”, ale niemiecki samolot zdążył wcześniej ciężko uszkodzić jeden z płynących w konwoju statków.
„Audacity” został zatopiony trzema torpedami z niemieckiego okrętu podwodnego U-751 21 grudnia 1941 roku około 500 mil na zachód od przylądka Finisterre. Zaledwie kilka dni wcześniej jeden z jego samolotów wziął udział w zatopieniu U-131.
Tak szybka strata lotniskowca wiązała się z przyjętą wówczas taktyką użycia. Lotniskowiec nie płynął wraz z konwojem, gdyż to utrudniałoby lub wręcz uniemożliwiało jego pracę (okręt musiał skręcać pod wiatr w czasie startów i lądowań samolotów), ale raczej płynął w pewnej odległości przed samym konwojem, co ułatwiało mu odpowiednie manewrowanie, ale także czyniło go łatwiejszym celem dla niemieckich okrętów podwodnych. W późniejszym czasie taka taktyka została zakazana przez brytyjską Admiralicję jako zbyt ryzykowna i lotniskowce eskortowe musiały zawsze płynąć wewnątrz konwoju, który osłaniały.